# Mistrzostwa Oceanii w Zapasach 2010
Mistrzostwa Oceanii w zapasach w 2010, odbywały się w dniach 7 - 9 kwietnia w Samoa. W tabeli medalowej tryumfowali zapaśnicy z Australii.

## Wyniki

### Styl klasyczny
| Konkurencja         | Złoto            | Srebro           | Brąz                             |
| Kategoria do 55 kg  | Shane Parker     | Justin Holland   | ----                             |
| Kategoria do 60 kg  | Elgin Elwais     | Ricky Welsford   | Farzad Tarash                    |
| Kategoria do 66 kg  | Mehrdad Tarash   | Andrew Wong Pown | Franson Gibbons                  |
| Kategoria do 74 kg  | Hassan Shahsavan | Keitani Graham   | Clifford Kusterbeck Jack Bensted |
| Kategoria do 84 kg  | Faamau Afele     | Stephen Hill     | Gene Kapaufs                     |
| Kategoria do 96 kg  | Sam Belkin       | Lawrence Uwelur  | Vasili Poriotis                  |
| Kategoria do 120 kg | Iwan Popow       | Hasan al-Fakiri  | Ueli Amuimuia                    |

### Styl wolny
| Konkurencja         | Złoto                 | Srebro         | Brąz            |
| Kategoria do 60 kg  | Elgin Elwais          | Ricky Welsford | Shane Parker    |
| Kategoria do 66 kg  | Mehrdad Tarash        | Andrei Paulet  | Viliamu Fualau  |
| Kategoria do 74 kg  | Konstantin Ermakovich | Keitani Graham | Clinton Davies  |
| Kategoria do 84 kg  | Gene Kapaufs          | Stephen Hill   | Ali Harmouch    |
| Kategoria do 96 kg  | Aaron Quinlan         | Sam Belkin     | Vasili Poriotis |
| Kategoria do 120 kg | Denis Roberts         | Lama Vou       | ----            |

Justin Holland (55 kg) z Australii był jedynym zgłoszonym zawodnikiem w swojej kategorii i nie został uwzględniony w tabeli jako złoty medalista.

### Styl wolny - kobiety
| Konkurencja        | Złoto                 | Srebro           | Brąz         |
| Kategoria do 55 kg | Kyla Bremner          | Sian Law         | ----         |
| Kategoria do 59 kg | Carli Renzi           | Larina McMahon   | ----         |
| Kategoria do 67 kg | Amber Ah Sue          | Emma Chalmers    | Jessica Todd |
| Kategoria do 72 kg | Danielle Revelu-Smith | Lanuola Mulipola | ----         |

Maria Dunn (63 kg) z Guamu była jedyną zgłoszoną zawodniczką w swojej kategorii i nie została uwzględniona w tabeli jako złota medalistka.

## Tabela medalowa
Gospodarz mistrzostw został zaznaczony kolorem.
| Poz. | Państwo            |    |    |    | Łącznie |
| ---- | ------------------ | -- | -- | -- | ------- |
| 1    | Australia          | 10 | 3  | 7  | 20      |
| 2    | Nowa Zelandia      | 3  | 9  | 2  | 14      |
| 3    | Samoa              | 2  | 1  | 2  | 5       |
| 4    | Palau              | 2  | 0  | 1  | 3       |
| 5    | Mikronezja         | 0  | 3  | 0  | 0       |
| 6    | Samoa Amerykańskie | 0  | 1  | 0  | 1       |
| 7    | Guam               | 0  | 0  | 1  | 1       |
|      | Łącznie            | 17 | 17 | 13 | 43      |